# The Subways
The Subways är ett brittiskt indierockband som består av bröderna Billy Lunn och Josh Morgan, samt Charlotte Cooper. Deras första album, Young for Eternity, släpptes i juli 2005. Deras låt "Rock and Roll Queen" blev känd via den amerikanska TV-serien OC.

## Medlemmar
- Billy Lunn (f. William Morgan) – gitarr, sång
- Charlotte Cooper – basgitarr, sång
- Josh Morgan – trummor

## Diskografi
Album
- 2005 – Young for Eternity
- 2008 – All or Nothing
- 2011 – Money & Celebrity
- 2015 – The Subways

Singlar (topp 40 på UK Singles Chart)
- 2005 – "Oh Yeah" (UK #25)
- 2005 – "Rock & Roll Queen" (UK #22)
- 2005 – "With You" (UK #29)
- 2005 – "No Goodbyes" (#27)